# Критерий Попова
Критерий Попо́ва — математическое понятие, условие абсолютной устойчивости нелинейной системы управления c нелинейностью, лежащей в секторе.

## Формулировка критерия
Рассматривается следующая система управления:
{\displaystyle {\dot {x}}=Ax+Bu,}
{\displaystyle y=Cx,}
{\displaystyle u=-\psi (y),}
где {\displaystyle x\in \mathbb {R} ^{n}}, {\displaystyle u,y\in \mathbb {R} }, {\displaystyle A,B,C} — матрицы подходящих размерностей, {\displaystyle \psi } — нелинейная функция со значениями в {\displaystyle \mathbb {R} }. Предполагается, что
- матрица {\displaystyle A} — гурвицева,
- пара {\displaystyle (A,B)} управляема,
- пара {\displaystyle (A,C)} наблюдаема,
- функция {\displaystyle \psi } лежит в секторе {\displaystyle [0,k]} для некоторого положительного числа {\displaystyle k}, то есть

{\displaystyle \psi (y)[\psi (y)-ky]\leqslant 0,\ \forall y\in \mathbb {R} .}
Тогда если найдётся такое неотрицательное число {\displaystyle \eta }, что число {\displaystyle -1/\eta } не является собственным числом {\displaystyle A} и
{\displaystyle {\mbox{Re}}\left(1+(1+i\eta \omega )kG(i\omega )\right)>0,\ \forall \omega \in \mathbb {R} ,}
где {\displaystyle G(s)=C(sE-A)^{-1}B} — передаточная функция системы, то система абсолютно устойчива, то есть она равномерно асимптотически устойчива с любой нелинейностью {\displaystyle \psi }, удовлетворяющей секторному условию.
С использованием формулы {\displaystyle G(i\omega )={\mbox{Re}}\left(G(i\omega )\right)+i{\mbox{Im}}\left(G(i\omega )\right)} можно привести указанное неравенство к следующему виду:
{\displaystyle {\dfrac {1}{k}}+{\mbox{Re}}\left(G(i\omega )\right)-\eta \omega {\mbox{Im}}\left(G(i\omega )\right)>0,\ \forall \omega \in \mathbb {R} .}
Если построить график левой части неравенства как функции от {\displaystyle \omega }, используя в качестве оси абсцисс {\displaystyle {\mbox{Re}}\left(G(i\omega )\right)}, а в качестве оси ординат {\displaystyle \omega {\mbox{Im}}\left(G(i\omega )\right)}, то неравенство будет выполняться, если график будет лежать справа от прямой, проходящей через точку {\displaystyle (-1/k,0)} с угловым коэффициентом {\displaystyle 1/\eta }. Такой способ изображения называется годографом Попова (сравни с годографом Найквиста).